# Julidae
Julidae là một họ cuốn chiếu trong bộ Julida, có hơn 600 loài trong khoảng 20 chi. Các loài chủ yếu giới hạn trong Tây Cổ Bắc giới, với chỉ một vài loài có phạm vi phân bố vươn ra các khu vực sinh thái phương Đông và vùng sinh thái nhiệt đới châu Phi. Chúng được thống nhất bởi một hình thức đặc trưng của phần miệng, và được phân loại vào các siêu họ Juloidea của bộ Julida, cùng với các họ Trichoblaniulidae, Rhopaloiulidae và Trichonemasomatidae.

## Phân loại
- Allajulus
- Anagaiulus
- Anaulaciulus
- Brachyiulus
- Calyptophyllum
- Catamicrophyllum
- Cylindroiulus
- Dolichoiulus
- Enantiulus
- Haplopodoiulus
- Heteroiulus
- Julus
- Kryphioiulus
- Leptoiulus
- Mammamia
- Megaphyllum
- Nepalmatoiulus
- Ommatoiulus
- Ophyiulus
- Pachyiulus
- Pacifiiulus
- Tachypodoiulus
- Titanophyllum
- Thyrophygus
- Unciger

## Loài chọn lọc
- Brachyiulus pusillus
- Cylindroiulus punctatus
- Tachypodoiulus niger
- Ommatoiulus moreletii